# Parque Vila dos Remédios
O Parque Vila dos Remédios é um parque situado nas imediações do distrito de Jaguara, próximo do encontro dos rios Tietê e Pinheiros, na zona oeste da cidade de São Paulo.
O Parque Municipal foi cedido para a prefeitura em 1976 pela Congregação Franciscana da Divina Providência (conhecida também por “Bosque das Freiras”), a quem pertencia. Foi inaugurado em junho de 1979. É considerado uma das “joias” da biodiversidade paulistana, pois protege uma área de aproximadamente 109.800 m² de Mata Atlântica.
Dividido em quatro bosques, onde: O primeiro é denominado “Bosques das Trilhas“ e é composto por quatro trilhas (Trilha das Corujas, Trilha da Juruviara, Trilha do Pica-pau e Trilha do Pitiguari) e possui a maior extensão; o segundo bosque é denominado “Bosque da Nascente” onde há uma nascente d’água que junto com diversos afloramentos d’água abastecem três lagos (Lago da Nascente, Lago da Garça e Lago dos Cisnes) com grande importância ecológica; no terceiro, intitulado “Bosque da Igrejinha” há apenas uma trilha; o quarto bosque denominado “Bosque do Córrego”, possui um córrego que interliga os lagos Lago da Garça e Lago dos Cisnes. Há também as “Áreas de Lazer” que possuem equipamentos destinados ao lazer da população, um pequeno viveiro e uma infra estrutura básica (sanitários, bancos para descanso e bebedouros). 